# Luna 10
Luna 10 (ryska: Луна-10) var en Sovjetisk rymdsond som skickades mot månen. Den sköts upp med en Semjorkaraket från Kosmodromen i Bajkonur, den 31 mars 1966.
Sonden blev den 3 april 1966 det första människoskapade föremålet att gå in i omloppsbana runt en annan himlakropp.

### Fotnoter
1. 1 2 3 4  ”NASA Space Science Data Coordinated Archive” (på engelska). NASA. https://nssdc.gsfc.nasa.gov/nmc/spacecraft/display.action?id=1966-027A. Läst 25 mars 2020.